# Affaires d'espionnage en Formule 1 en 2007
La saison 2007 de Formule 1 a été agitée par deux affaires d'espionnage industriel. L'une opposant Ferrari à McLaren et qui a abouti à l'exclusion de McLaren du championnat du monde des constructeurs, l'autre opposant McLaren à Renault.

## L'affaire Ferrari-McLaren
L'affaire d'espionnage opposant Ferrari à McLaren, également appelée dans la presse « Stepneygate » du nom de Nigel Stepney, le principal protagoniste du scandale, et de l'affaire du Watergate, a éclaté en juin 2007.

### Mise en cause de Nigel Stepney

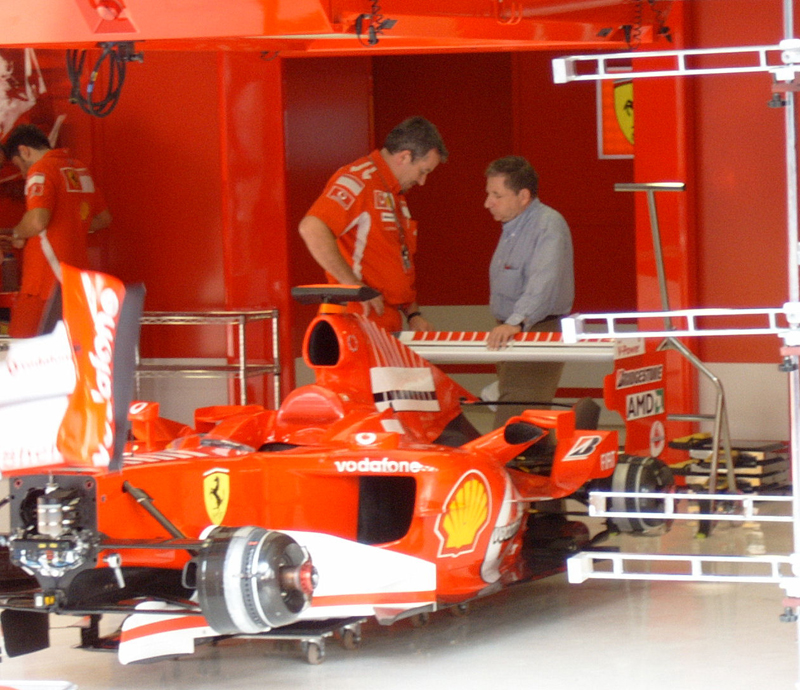
Nigel Stepney et Jean Todt dans le stand Ferrari lors du GP d'Italie 2005.

Le 21 juin 2007, la presse révèle qu'à la suite d'une plainte de Ferrari, le parquet de Modène a ouvert une enquête judiciaire contre Nigel Stepney, l'un de ses cadres. Stepney est une personnalité bien connue du monde de la Formule 1 : en tant que chef-mécanicien puis manager technique de l'équipe de course, il était régulièrement cité dans les médias spécialisés comme l'un des membres clés de la « Dream Team Ferrari » qui a largement dominé la Formule 1 de 2000 à 2004.
Néanmoins, lors de l'hiver 2006-2007, mécontent de la restructuration de l'organigramme de la Scuderia consécutive au départ de Ross Brawn, il s'était ouvertement opposé à sa hiérarchie et avait même exprimé son désir de quitter l'écurie, avant finalement de rester, mais à un nouveau poste ne l'amenant plus à se déplacer sur les circuits.
Dans un premier temps, il apparaît que la plainte de Ferrari contre Stepney concerne une tentative de sabotage. Peu avant le Grand Prix de Monaco au mois de mai, une mystérieuse poudre blanche avait en effet été découverte à proximité des réservoirs des Ferrari F2007 et une perquisition au domicile de Stepney en Italie aurait permis de découvrir la trace de cette même poudre sur des vêtements lui appartenant.
Le 3 juillet 2007, l'affaire connait un nouveau développement avec l'annonce par la Scuderia Ferrari qu'elle a porté plainte contre Nigel Stepney, cette fois pour communication d'informations confidentielles à un membre (qu'elle ne nomme pas) de l'écurie McLaren-Mercedes, sa principale rivale sur les pistes. Quelques heures plus tôt, Ferrari avait annoncé le licenciement de Stepney à l'issue d'une enquête interne.

### Mise en cause de Mike Coughlan
Le jour même de l'annonce par Ferrari de l'implication d'un membre de McLaren, l'écurie britannique annonce de son côté avoir suspendu de ses fonctions l'un de ses techniciens. Tout comme Ferrari, McLaren ne donne pas le nom de l'ingénieur concerné mais il ne faut que quelques heures à la presse pour apprendre qu'il s'agit de Mike Coughlan, le chef-designer de l'écurie britannique, chez lequel la police britannique a retrouvé quelques jours auparavant des documents techniques confidentiels appartenant à Ferrari.
La manière dont Ferrari aurait appris que Coughlan recevait des documents lui appartenant est originale : la femme de Mike Coughlan (Trudy Coughlan) avait été vue faisant des photocopies dans un magasin de Woking, à proximité de l'usine McLaren. Un employé de ce magasin, étonné d'apercevoir le logo Ferrari sur les documents photocopiés, aurait alors téléphoné à Ferrari pour les prévenir.

### Mise en cause de McLaren
Tandis qu'éclate la nouvelle de l'implication de l'un des techniciens les plus influents de l'écurie McLaren, la principale question qui agite le paddock est de savoir si Coughlan a agi pour le compte de l'écurie McLaren ou pour son propre compte. Le 6 juillet 2007, dans le cadre du GP de Grande-Bretagne, Nick Fry, le directeur de l'écurie Honda F1, révèle qu'il a eu au cours du printemps des discussions (sans donner suite) avec Nigel Stepney et Mike Coughlan, tous deux en recherche d'une nouvelle orientation à donner à leur carrière. Si Fry précise qu'à aucun moment les deux hommes n'ont évoqué avoir en leur possession des documents appartenant à Ferrari et susceptibles d'intéresser Honda (l'écurie japonaise ne sera d'ailleurs pas inquiétée), cette révélation semble indiquer que Coughlan agissait dans son propre intérêt, et non dans celui de McLaren. L'équipe britannique, qui affirme de son côté n'avoir pas eu connaissance du comportement frauduleux de son employé avant le 3 juillet, invite d'ailleurs la FIA et Ferrari à son usine afin de démontrer qu'en aucune manière, ses travaux n'ont pu bénéficier des documents retrouvés chez Coughlan.
Cette thèse, favorable à McLaren, ne tiendra que quelques jours. Dans le cadre de la procédure judiciaire ouverte en Angleterre à la suite de la plainte déposée par Ferrari contre lui, Mike Coughlan et sa femme Trudy sont amenés à témoigner le 11 juillet devant la Haute Cour de Justice de Londres. À cette occasion, le couple passe un accord avec Ferrari et s'engage à révéler tout ce qu'il sait, en échange d'un abandon des poursuites. Bien que la déposition de Coughlan soit officiellement secrète, il apparaît rapidement que le technicien anglais a révélé sous serment que d'autres membres de l'écurie McLaren avaient connaissance qu'il était en possession de documents techniques appartenant à Ferrari.

### La FIA se saisit du dossier

#### 26 juillet: premier Conseil mondial
Les fuites indiquant que le comportement de Coughlan a pu profiter à McLaren amènent la fédération internationale, jusque-là simple observatrice des procédures judiciaires en cours en Italie et en Angleterre, à se saisir du dossier et à ouvrir le volet « sportif » de l'affaire. Le 12 juillet, la FIA annonce convoquer McLaren devant un Conseil Mondial extraordinaire (la juridiction de première instance de la FIA) afin de s'expliquer sur une éventuelle infraction à l'article 151c de son Code Sportif International. À l'issue de la réunion du Conseil Mondial le 26 juillet, la FIA reconnait McLaren coupable de possession illégale de documents confidentiels appartenant à Ferrari (ce qui est considéré comme une atteinte à l'article précité), mais ne prononce aucune sanction dans la mesure où il n'existe aucune preuve démontrant que McLaren a fait usage des documents en question. Dans son verdict, la FIA précise qu'elle se réserve le droit de rouvrir le dossier si de telles preuves venaient à apparaître. Bien accueilli par McLaren, le verdict est jugé incohérent par plusieurs acteurs de la F1, et bien évidemment par Ferrari. L'écurie italienne n'ayant pas le droit de faire appel, c'est le président de sa fédération de tutelle (Luigi Maculoso) qui se charge d'en faire la demande auprès de Max Mosley. En raison de la pause estivale observée par le monde de la F1, l'appel est renvoyé au 13 septembre.

#### 13 septembre: deuxième Conseil mondial
L'affaire connait un rebondissement décisif le 5 septembre, avec l'annonce par la FIA qu'elle possède de nouvelles preuves de nature à démontrer l'utilisation par McLaren de données techniques confidentielles en provenance de Ferrari. De ce fait, la FIA décide d'annuler l'audience du Tribunal d'Appel prévue le 13 septembre, et de convoquer un nouveau Conseil Mondial. Les nouvelles preuves dont dispose la FIA apparaissent comme ayant été fournies par Fernando Alonso et Pedro de la Rosa, deux des pilotes de l'écurie McLaren (respectivement pilote titulaire et pilote essayeur). Ces derniers ont accepté de témoigner contre leur propre équipe en échange de la promesse qu'aucune sanction ne serait retenue contre eux (la preuve d'une implication de leur part dans le scandale aurait pu aboutir à une suppression de leur superlicence, sésame indispensable pour piloter en Formule 1).
À l'issue des auditions, le Conseil Mondial reconnait l'écurie McLaren coupable de tricherie, décide de l'exclure du championnat du monde des constructeurs, et lui inflige une amende record de 100 millions de dollars (sont toutefois inclus dans les 100 millions de dollars de manque à gagner consécutif à l'exclusion du championnat). Par contre, aucune sanction n'est prononcée contre les pilotes, lesquels conservent leurs points acquis et donc la possibilité de se battre pour le titre mondial. Le lendemain, la FIA publie les attendus de son verdict, d'où il ressort que via des échanges de mails ou de SMS avec Nigel Stepney, plusieurs membres de McLaren (dont Fernando Alonso et Pedro de la Rosa) étaient régulièrement au courant du travail effectué au sein de la Scuderia Ferrari (réglages de la voiture, stratégies de course, etc.).
La décision est accueillie diversement par les observateurs. Si certains la jugent très sévère, d'autres font remarquer que le championnat du monde des constructeurs n'a pas l'impact médiatique du championnat des pilotes que Lewis Hamilton ou Fernando Alonso conservent toutes les chances de gagner en ayant bénéficié (directement dans le cas d'Alonso, indirectement dans celui d'Hamilton) des pratiques déloyales de leur écurie, ce qui pose un problème éthique,. Bien que contestant la sévérité du verdict, l'écurie McLaren renonce à faire appel.

#### 18 décembre: conclusion du volet sportif
La disqualification de McLaren ne marque pas immédiatement la fin du volet sportif de l'affaire, la FIA suspendant l'inscription de McLaren au championnat du monde 2008 à la vérification que la conception de leur future monoplace n'aura pas bénéficié des données issues de chez Ferrari. Début décembre, la FIA annonce que McLaren devra faire face à une audition devant le Conseil Mondial le 14 février 2008, soit tout juste un mois avant le début de la saison, afin de discuter de la validité de sa nouvelle voiture. Mais le 18 décembre, à la suite de la publication quelques jours plus tôt par McLaren d'une lettre d'excuse dans laquelle l'écurie britannique reconnaissait son implication dans le scandale et promet de geler les développements de sa future voiture pouvant avoir été inspiré par les données issues de Ferrari, la FIA décide d'annuler l'audition de McLaren et donc d'accepter sans condition sa future monoplace. Ce faisant, elle met un terme définitif au volet sportif de l'affaire.

### Suites juridiques de l'affaire
Si le volet sportif de l'affaire McLaren-Ferrari est officiellement clos depuis le 18 décembre 2007, le volet civil de l'affaire ne fait lui que commencer. Ferrari avait porté plainte contre Nigel Stepney au début de l'été, et les magistrats de Bologne ont élargi leur enquête aux dirigeants de McLaren, accusés de fraude sportive, violation du secret industriel et appropriation frauduleuse. Convoqués en tant que témoins, les pilotes Fernando Alonso et Pedro de la Rosa ont ainsi été amenés à s'expliquer courant octobre devant Giuseppe Tibis, le magistrat instructeur chargé de l'affaire.
Le 13 mai 2010, le procès civil de Nigel Stepney s'ouvre en Italie, à la cour de Sassuolo, dans la région de l’Emilie-Romagne. Le procès a démarré sans la présence de Stepney.

## L'affaire McLaren-Renault
Au plus fort du « Stepneygate », peu avant le Conseil Mondial du 13 septembre, l'écurie McLaren, par la voix de son président Ron Dennis, laisse entendre que d'autres écuries pourraient être impliquées dans des scandales d'espionnage, citant notamment le cas du Renault F1 Team. Ce qui semble alors n'être qu'une tentative de contre-feu de la part de l'écurie britannique prend une autre dimension deux mois plus tard lorsque la FIA annonce avoir convoqué les représentants de Renault devant le Conseil Mondial aux fins de s'expliquer sur une possible infraction à l'article 151c du Code Sportif International. L'équipe française est accusée d'avoir eu en sa possession entre septembre 2006 et octobre 2007 des documents confidentiels appartenant à McLaren-Mercedes à la suite de l'arrivée dans ses murs de l'ingénieur anglais Phil Mackareth, transfuge de Woking. Ces documents contiendraient notamment des détails sur le système de ravitaillement, l'assemblage des boîtes de vitesses, le contrôle hydraulique et les suspensions de la McLaren MP4-22. L'écurie Renault réagit immédiatement et admet avoir eu accès aux documents en provenance de McLaren fournis par Phil Mackareth mais se défend en expliquant s'en être rapidement séparée et n'en avoir pas fait usage dans la conception de sa propre voiture.
Deux semaines plus tard, l'équipe McLaren fournit à la presse britannique un rapport dans laquelle elle détaille ses accusations contre Renault. Le dossier constitué par McLaren est accablant pour Renault, puisqu'il y est révélé que l'écurie française aurait eu accès aux plans complet des monoplaces de 2006 et 2007 et à un total de 780 croquis. Mais le 5 décembre, soit la veille de l'audition de Renault devant le Conseil Mondial, la FIA oblige McLaren à rectifier publiquement plusieurs de ces informations : il en ressort que McLaren avait fortement exagéré la quantité et la teneur des documents emportés chez Renault par Mackareth.
Le 6 décembre, le Conseil Mondial de la FIA, réuni à Monaco, reconnait Renault F1 coupable d'avoir enfreint l'article 151c du Code Sportif International en ayant eu accès à des documents appartenant à McLaren. Mais, estimant que Renault n'a eu accès qu'à un nombre limité de documents, et n'ayant aucune preuve que l'écurie française en a tiré un avantage, le Conseil Mondial ne prononce aucune sanction. La décision précise néanmoins que si des preuves démontrant que Renault a tiré un bénéfice des données techniques apportées par Phil Mackareth venaient à apparaitre, le dossier pourrait être rouvert.